# RBI Baseball
RBI Baseball, i Japan känt som Pro Yakyuu Family Stadium, är ett basebollspel till NES. Spelet utvecklades av Namco och utgavs av Tengen och släpptes 1986.
Spelet erhöll licens från MLBPA, och därför använda man de riktiga spelarnas namn, vilket var ovanligt för det sena 1980-talets sportspel. Dock fick man inte licens från MLB, och därför kunde man inte använda lagens smeknamn eller logotyper. I stället förekom åtta lag, namngivna bara efter ortsnamnet: Boston, California, Detroit, Houston, Minnesota, New York, St. Louis, och San Francisco.

### Fotnoter
1. ↑  ”RBI Baseball”. NES DB. 28 februari 1986. Arkiverad från originalet den 8 maj 2014. https://web.archive.org/web/20140508042657/http://www.nesdb.se/game_more.php?id=1175&rid=1. Läst 7 maj 2014.